# Ocrepeira sorota
Ocrepeira sorota är en spindelart som beskrevs av Claude Lévi 1993. Ocrepeira sorota ingår i släktet Ocrepeira och familjen hjulspindlar.
Artens utbredningsområde är Bolivia. Inga underarter finns listade i Catalogue of Life.